# Teatro delle Dame
Il Teatro delle Dame, noto anche come Teatro Alibert (il suo nome originale), era un teatro di Roma, costruito nel 1718 e situato in quello che oggi è l'angolo tra via Alibert e via Margutta. Nel corso della sua storia ha subito una serie di ricostruzioni e ristrutturazioni fino ad essere definitivamente distrutto da un incendio nel 1863. Nel loro periodo d'oro, nel XVIII secolo, il Teatro delle Dame e il suo rivale, il Teatro Capranica, erano i più importanti teatri d'opera di Roma e hanno visto molte anteprime mondiali realizzate da alcuni dei cantanti più importanti del tempo.

## Storia
Il teatro fu costruito da Antonio D'Alibert per l'esecuzione di opere liriche. Era stato un progetto a lungo pianificato dal padre, Jacques D'Alibert (1626-1713) che era stato il segretario della regina Cristina di Svezia ed aveva gestito il Teatro Tordinona. Il Teatro Tordinona fu il primo teatro pubblico di Roma, ma fu demolito nel 1697 per ordine di Papa Innocenzo XII, che riteneva che i teatri pubblici avessero un'influenza corruttrice sulla popolazione.

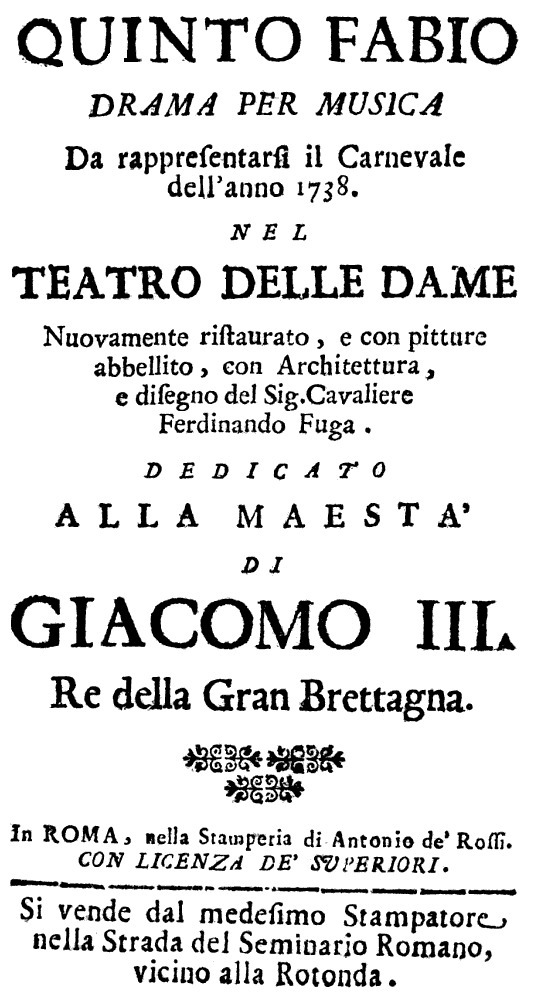
Copertina del libretto per l'opera Quinto Fabio di Nicola Logroscino, che inaugurò il teatro rinnovato di recente, nel 1738

Il Teatro Alibert (come si chiamava allora) era costruito in legno su un appezzamento di terra un tempo utilizzato per il gioco della Pallacorda (un gioco simile al tennis attuale). Secondo lo storico italiano del teatro Saverio Franchi, l'architetto sovrintendere alla costruzione fu probabilmente Matteo Sassi (1646-1723). Quando fu inaugurato nel 1718 con la prima dell'opera di Francesco Mancini Alessandro Severo, il Teatro Alibert era il più grande teatro di Roma, con sette ordini di 32 palchi ciascuno.
Nel 1720 Francesco Galli Bibiena ampliò e ridisegnò l'interno, rimodellando l'auditorium in una "curva fonetica" (a metà strada tra un rettangolo e un ferro di cavallo).
Il teatro fu un successo artistico, ma non finanziario. Le cose non andarono certamente meglio quando, a causa dell'anno giubilare del 1725, tutti i teatri romani furono chiusi per l'intera durata. Antonio D'Alibert andò in bancarotta e le autorità romane misero il teatro all'asta nel 1726.
Fu acquistato da un consorzio di nobili romani e rinominato il Teatro delle Dame. La direzione del teatro alla fine passò ai Cavalieri di Malta, con i quali alcuni membri del consorzio avevano stretti legami. L'ordine era di mantenere il controllo del teatro fino a buona parte del XIX secolo. A metà del 1730 l'edificio subì un'ampia ristrutturazione e abbellimento su progetto dell'architetto Ferdinando Fuga e riaprì nel 1738 con la rappresentazione dell'opera di Nicola Logroscino Quinto Fabio.
Dal XIX secolo il Teatro delle Dame (come il suo rivale, il Teatro Capranica) aveva cessato di essere il teatro principale per la lirica in città. Alcune opere venivano ancora eseguite lì, ma era sempre più utilizzato per i balli pubblici, gli spettacoli acrobatici e le commedie in dialetto romanesco. Il principe Alessandro Raffaele Torlonia acquistò il teatro nel 1847 e lo fece ricostruire in mattoni, con un palcoscenico ancora più grande, che poteva ospitare spettacoli equestri. Nella notte del 15 febbraio 1863 il teatro prese fuoco ancora una volta e fu completamente distrutto. In seguito una locanda conosciuta come la Locanda Alibert venne costruita al suo posto. Nei primi anni del 2000 l'edificio della Locanda Alibert è stato completamente ristrutturato e trasformato in un centro per congressi ed eventi vari.

## Prime d'opera

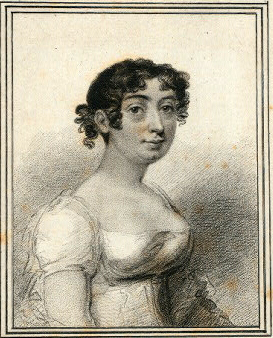
Teresa Bertinotti-Radicati, la prima donna a cantare al Teatro delle Dame

Durante la maggior parte del XVIII secolo, alle donne era proibito esibirsi sul palco nello Stato Pontificio. Durante questo periodo le opere furono cantate al Teatro delle Dame da cast di soli uomini con i castrati che cantavano i ruoli femminili. Tra i famosi cantanti castrati che si esibirono  c'erano Farinelli, Giacinto Fontana ("Farfallino"), Giovanni Carestini, e Luigi Marchesi. Dal 1798, quando Roma cadde sotto il dominio francese, le donne cominciarono a comparire sul palco del teatro: la prima fu il soprano Teresa Bertinotti-Radicati.
Le opere che hanno dato la loro prima mondiale al teatro sono:
- Artaserse, composta da Leonardo Vinci (1730)
- La buona figliuola, composta da Niccolò Piccinni (1760)
- La vera costanza, composta da Pasquale Anfossi (1776)
- Il curioso indiscreto, composta da Pasquale Anfossi (1777)[8]
- Antigono, composta da Josef Mysliveček (1780)